# Urda (kommunhuvudort)
Urda är en kommunhuvudort i Spanien.   Den ligger i provinsen Toledo och regionen Kastilien-La Mancha, i den centrala delen av landet, 110 km söder om huvudstaden Madrid. Urda ligger 770 meter över havet och antalet invånare är 3 123.
Terrängen runt Urda är varierad. Runt Urda är det ganska glesbefolkat, med 24 invånare per kvadratkilometer. Närmaste större samhälle är Consuegra, 10,8 km nordost om Urda. Omgivningarna runt Urda är i huvudsak ett öppet busklandskap.